# Szczawnica
Szczawnica è un comune urbano-rurale polacco del distretto di Nowy Targ, nel voivodato della Piccola Polonia.
Ricopre una superficie di 87,9 km² e nel contava 7 380 abitanti.

## Amministrazione

### Gemellaggi
- Oliveto Citra